# Pidhaine, Ivankiv
Pidhaine (în ucraineană Підгайне) este un sat în comuna Kuhari din raionul Ivankiv, regiunea Kiev, Ucraina.

## Demografie
Componența lingvistică a localității Pidhaine
     Ucraineană (99,14%)
     Alte limbi (0,57%)
Conform recensământului din 2001, majoritatea populației localității Pidhaine era vorbitoare de ucraineană (99,14%), existând în minoritate și vorbitori de alte limbi.